# Bubiyan
Bubiyan (arabisch جزيرة بوبيان, DMG Ǧazīrat Būbiyān) ist mit einer Fläche von 863 km² die größte Insel vor der Küste Kuwaits. Sie befindet sich im nordwestlichsten Bereich des Persischen Golfes. Die flache, unwirtliche Insel ist ein unbewohntes militärisches Sperrgebiet. Bubiyan ist Teil des kuwaitischen Gouvernements al-Dschahra.
Bubiyan ist die größte Insel einer Gruppe von acht Eilanden im Mündungsgebiet des Schatt al-Arab. Zwischen Bubiyan und dem irakischen Festland im Nordosten erstreckt sich der Chaur Abd Allah / خور عبد الله, zwischen Bubiyan und dem kuwaitischen Festland im Südwesten der Chaur as-Sabiya / خور الصبية. Der letztgenannte Kanal setzt sich bis in den Norden der Insel fort, wo er Bubiyan von der Nachbarinsel al-Warba trennt. 5,4 km nördlich des südlichsten Punktes der Insel am Ra’s al-Barscha ist Bubiyan durch eine 2,38 km lange Balkenbrücke mit dem kuwaitischen Festland verbunden.
An der Nordostküste der Insel wird eine Hafenanlage mit Eisenbahnanschluss errichtet, genannt Mubarak al-Kabir (ميناء مبارك الكبير / Mīnāʾ Mubārak al-Kabīr). Im September 2020 waren die Hafenbauarbeiten zu rund 53 % abgeschlossen.
Bis 1994 war Bubiyan aufgrund seiner strategisch bedeutsamen Lage zwischen Kuwait und dem Irak umstritten. Im Zweiten Golfkrieg wurde die Brücke schwer beschädigt, anschließend jedoch wiederhergestellt. 1994 stimmte der Irak dem Grenzziehungsvorschlag des UN-Sicherheitsrats zu.